# ناديه بودوروسكا
ناديه بودوروسكا (بالإسبانية: Nadia Podoroska)‏ مواليد 10 فبراير 1997 في روساريو، الأرجنتين، هي لاعبة كرة مضرب أرجنتينية. أعلى تصنيف لها في الفردي كان 297. أعلى تصنيف لها في الزوجي كان 396.

## النهائيات

### الفردي (7–2)
| الحصيلة | الرقم | التاريخ        | الدورة                           | الأرضية | المنافس              | النتيجة                 |
| ------- | ----- | -------------- | -------------------------------- | ------- | -------------------- | ----------------------- |
| الفوز   | 1.    | 25 نوفمبر 2013 | سانتياغو، تشيلي                  | ترابية  | سيسيليا كوستا ميلغار | 6–2, 5–7, 3–5, انسحاب   |
| الفوز   | 2.    | 24 مارس 2014   | ليما، بيرو                       | ترابية  | كارلا وسيرو          | 6–3, 6–4                |
| الفوز   | 3.    | 31 مارس 2014   | ليما، بيرو                       | ترابية  | سيلا أرجيلان         | 6–2, 6–4                |
| الفوز   | 4.    | 26 مايو 2014   | بول، كرواتيا                     | ترابية  | بيانكا بوتو          | 6–1, 6–7(6–8), 6–1      |
| الفوز   | 5.    | 9 يونيو 2014   | بول، كرواتيا                     | ترابية  | أولغا إنشاك          | 6–3, 2–6, 6–2           |
| الفوز   | 6.    | 9 مارس 2015    | ساو خوسيه دوس كامبوس، البرازيل   | ترابية  | فيكتوريا بوثيو       | 6–7(6–8), 7–6(7–2), 6–3 |
| الوصافة | 1.    | 23 مارس 2015   | ساو جوزية دو ريو بريتو، البرازيل | ترابية  | كاتارزينا كاوا       | 5–7, 6–3, 4–6           |
| الوصافة | 2.    | 6 أبريل 2015   | سانتياغو، تشيلي                  | ترابية  | فرناندا بريتو        | 1–6, 0–6                |
| الفوز   | 7.    | 28 مارس 2016   | ساو خوسيه دوس كامبوس، البرازيل   | ترابية  | غابرييلا سي          | 7–6(7–2), 6–1           |

## روابط خارجية
- ناديه بودوروسكا على موقع رابطة محترفات التنس (الإنجليزية)
- ناديه بودوروسكا على موقع الاتحاد الدولي لكرة المضرب (الإنجليزية)
- ناديه بودوروسكا على موقع كأس بيلي جين كينغ (الإنجليزية)
- ناديه بودوروسكا على موقع بطولة ويمبلدون (الإنجليزية)
- ناديه بودوروسكا على موقع خلاصة التنس.كوم (الإنجليزية)
- ناديه بودوروسكا على موقع إي إس بي إن.كوم (الإنجليزية)
- ناديه بودوروسكا على موقع اللجنة الأولمبية الدولية (الإنجليزية)
- ناديه بودوروسكا على موقع أوليمبيديا (الإنجليزية)
- ناديه بودوروسكا على موقع اللجنة الأولمبية الأرجنتينية (الإسبانية)